# Колісні важкосередовищні сепаратори

Колісні важкосередовищні сепаратори (СКВ, СКВД, СКВП, СКВС) застосовують на вуглезбагачувальних фабриках для розділення крупних класів (до 300 мм) кам'яного вугілля, антрацитів і сланців. 

## Конструкція і принцип дії
Принцип дії колісного сепаратора типу СКВ (рис.) такий: вихідний матеріал у напівциліндричну ванну 1 надходить по жолобу 2. Через нижній патрубок 3 у ванну подається суспензія густиною від 1400 до 2200 кг/м3, яка розділяється на транспортний (горизонтальний) і висхідний (вертикальний) потоки.
У ванні сепаратора вугілля розділяється в магнетитовій суспензії на легку фракцію (концентрат), і важку фракцію (порода). Пересування легкого продукту вздовж ванни здійснюється транспортним потоком, а розвантаження гребковим механізмом 4 з приводом 8. Залежно від продуктивності сепаратора висота шару суспензії над зливним порогом становить 30 — 80 мм, тому гребковий механізм розвантажує концентрат на шпальтове сито 5 для попереднього відділення суспензії і повернення її у процес. Порода осідає на дно ванни, потрапляє у ковші елеваторного колеса 6, що спирається на котки 7, і при його обертанні розвантажується із сепаратора.
Промисловість випускає сепаратори СКВ-12, СКВ-20 і СКВ-32.
Сепаратор СКВ-32 має декілька модифікацій:
- — сепаратор СКВД-32 призначений для одночасного збагачення вугілля двох машинних класів. Сепаратор СКВД-32 має здвоєну ванну, вбудовану у елеваторне колесо, однотипне з елеваторним колесом сепаратора СКВ-32. Ширина частини ванни, призначеної для збагачення крупного машинного класу антрациту, наприклад, 50 — 300 мм, становить 1200 мм, а для дрібного класу, наприклад, 6 — 50 мм, — 2000 мм. Діапазон крупності машинних класів вибирається залежно від їхньої збагачуваності і забезпечення завантаження обох частин ванни на повну продуктивність;
- — сепаратор СКВС-32 призначений для збагачення сланців. Конструктивно від сепаратора СКВ-32 він відрізняється тим, що число ковшів елеваторного колеса зменшено з 8 до 6, завдяки чому крупність збагачуваного сланцю може бути доведена до 500 мм. Сепаратори СКВС-32 виготовляють за спеціальними замовленнями;
- — сепаратор СКВП-32 (рис.) з видовженою ванною має підвищену продуктивність при тих же габаритах і енерговитратах. Сепаратор СКВП-32 надійніше і довговічніше сепаратора СКВ-32 завдяки удосконаленню і зміцненню конструкції окремих вузлів і застосуванню нержавіючих і зносостійких сталей. Крім того, встановлення у завантажувальному жолобі лопатевого занурювача сприяє точнішому розділенню вугілля в сепараторі.

## Характеристики важкосередовищних сепараторів

Питома продуктивність колісного сепаратора
Технічні характеристики важкосередовищних сепараторів